# Route nationale 826
Die Route nationale 826, kurz N 826 oder RN 826, war eine französische Nationalstraße, die von 1933 bis 1973 von Ormes (bei Orléans) nach Épuisay verlief. Sie wurde 1973 komplett von der Route nationale 157 übernommen. Diese wurde dann 2006 abgestuft. Ihre Länge betrug 63,5 Kilometer.